# Дерябин, Антон Павлович
Антон Павлович Деря́бин (род. 14 октября 1988, Москва) — российский рестлер.
Дерябин начал карьеру в 2006 году в российской «Независимой федерации реслинга» (НФР), где выступает по сей день. Один из самых титулованных рестлеров России, восьмикратный чемпион НФР. Он также гастролировал в Сингапуре, Франции и Норвегии, выступая в ряде независимых промоушнов.

## Карьера в рестлинге

### Независимая федерация реслинга (2006—н.в.)
Дерябин окончил школу рестлинга «Независимой федерации реслинга» (НФР) в 2006 году и дебютировал 23 июля 2006 года на шоу «Новая кровь», где Дерябин и Вулкан победили «Брагинских отморозков» (Ронни Кримсон и Егор Газаев).
15 декабря 2007 года на шоу «Кубок Президента» в УСК «Крылья Советов» Дерябин победил Вулкана, заставив его сдаться от удушающего приема, в первый раз став чемпионом НФР. 13 сентября 2008 года на шоу «Опасная зона» № 37 в городе Пушкино Гладиатор победил Антона Дерябина, отобрав у него титул.
31 июля 2010 года на фестивале «Московский спорт» в Лужниках Слава Нескубин и Антон Дерябин победили Алексея Щукина и Угрюмова, став чемпионами НФР в парных боях. Они удерживали титул до 16 октября 2010 года, когда проиграли его Гладиатору и Вулкану на шоу «Опасная зона» № 58 в Волоколамске. 15 января 2011 года на «Кубоке Президента» во Фрязино Антон Дерябин и Слава Нескубин победили Ивана Громова (Вулкан не смог защищать титул из-за травмы) и Гладиатора и стали двукратными чемпионами НФР в парных боях.
19 марта 2011 года на шоу «Опасная зона» № 63 в Реутове Антон Дерябин заставил Ивана Громова сдаться от болевого приема, став двукратным чемпионом НФР. Проиграл титул 16 апреля 2011 года на «Опасной зона» № 64 «Беспредельному» Гринго, который удержал его после того, как Дерябина избил стулом Илья Малкин.
Третий титул чемпиона НФР Дерябин завоевал на празднике «Московский спорт» в Лужниках 23 июля 2011, заставив Ронни Кримсона сдаться от болевого приема.
12 апреля 2012 года на шоу «Опасная зона» № 69 в Москве Антон Дерябин победил Ивана Громова, удержав его после «Карусели удачи», в четвёртый раз став чемпионом НФР. 28 июля 2012 года Алексей Щукин победил Кувалду и Антона Дерябина в трёхстороннем матче на MoscowCityGames в Лужниках, отобрав чемпионский титул.
16 сентября 2012 года на шоу «Реслиада 2012» Антон Дерябин победил Алексея Щукина, удержав его после «Карусели удачи» и стал чемпионом НФР в пятый раз.

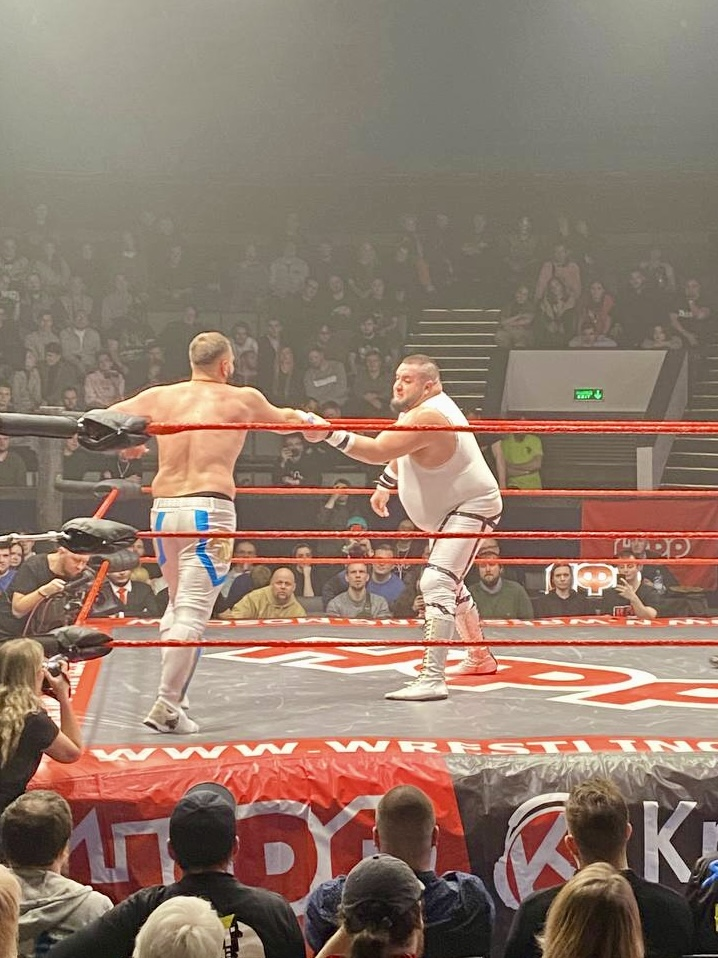
Антон Дерябин в матче против Дмитрия Орлова, шоу НФР, 2022 год

27 декабря 2014 года на шоу «Опасная зона» № 85 Антон Дерябин победил Илью Малкина, став шестикратным чемпионом НФР. Он удерживал титул до 27 февраля 2016 года, когда на шоу «Опасная зона» № 96 Владимир Кулаков победил Сергея Белого и Антона Дерябина в трёхстороннем матче, что завершило 14-месячное чемпионство Дерябина.
27 мая 2017 года на «Опасная Зона» № 105 Дерябин стал трехкратным чемпионом НФР в парных боях, в команде с чемпионом НФР Владимиром Кулаковым они победили «ОМЕН» («Ярославский самородок» Ронни Кримсон и Дмитрий Орлов). Они удерживали титул до 12 мая 2018 года, когда проиграли его «Двум психам» (Иван Марков «Локомотив» и Джокер) на шоу «Майская гроза».
20 апреля 2019 года на шоу «Высокие ставки» в клубе Arbat Hall в финале турнира Антон Дерябин в седьмой раз выиграл вакантный титул чемпиона НФР, который Дмитрий Орлов сдал из-за травмы.

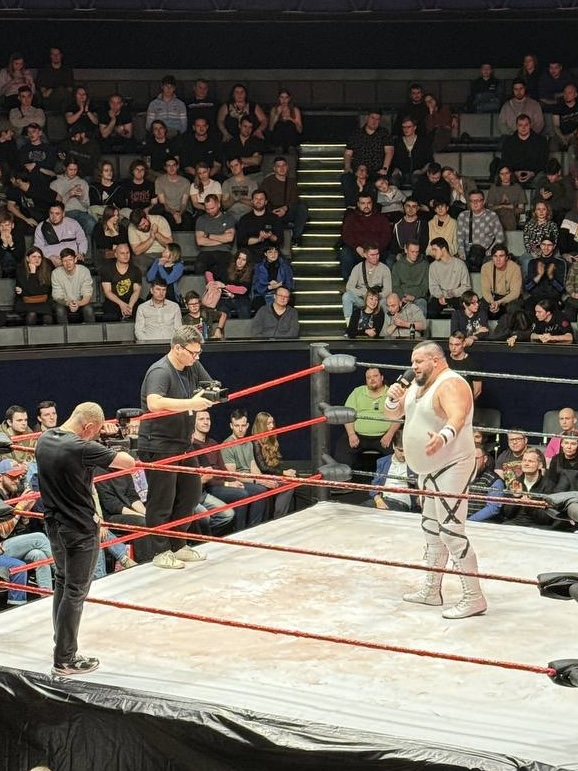
Возвращение Дерябина на ринг, шоу НФР, 2023 год

19 ноября 2022 года Дерябин на юбилейном шоу «20 лет про-рестлинга в России» Дмитрий Орлов победил Антона Дерябина, выиграв титул чемпиона НФР. Ронни Кримсон активно вмешивался в матч на стороне Дерябина, а за Орлова на ринг вышел заступиться Виктор Зангиев.

### Singapore Pro Wrestling
11 января 2011 года Дерябин дебютировал в сингапурском промоушне Singapore Pro Wrestling, на шоу Collision от провел два матч. Первый матч против Эффи закончился без результата. В главном событии шоу Эффи, Антон Дерябин, Фредди Мартелло и ЛаПатка победили GST (Дэйв Виндиктус и Грег Глориус), Эндрю Танга и Трексуса. 31 мая 2014 года на шоу Wrestling Island Антон Дерябин победил Мэтта Кросса. 21 мая 2016 года на шоу Wrestling City Asia в Куала-Лумпуре, Малайзия Фасад победил Антона Дерябина в одиночном матче.

### Northern Storm Wrestling
С 2014 года Дерябин регулярно выступал в петербургском рестлинг-промоушне Northern Storm Wrestling. 21 апреля 2018 года на шоу Northern Storm XX Дерябин победил Фредди Мачете и стал чемпионом NSW. Уступил титул 23 февраля 2019 года на шоу Cross Factor, где Дмитрий Донской победил Свайпа и Антона Дерябина в трёхстороннем матче.

## Титулы и достижения
- Независимая федерация реслинга
  - Чемпион НФР (8 раз)[16]
  - Чемпион НФР в парных боях (3 раза) — со Славой Нескубиным (2), с Владимиром Кулаковым (1)[16]
  - Чемпион Москвы (1 раз)[16]
  - Обладатель «Кубка Лужников» (2017)[17]
  - Обладатель «Кубка Москвы»
  - Победитель турнира «Высокие ставки» (2018, 2019)
- Northern Storm Wrestling
  - Чемпион NSW (1 раз)